# 福井県道191号鯖江浅水線
福井県道191号鯖江浅水線（ふくいけんどう191ごう さばえあそうずせん）は福井県鯖江市と同県福井市を結ぶ一般県道である。

## 路線概要
主要地方道である福井県道18号鯖江美山線と旧国道8号の福井県道229号福井鯖江線とを結ぶ役割を担っている県道である。
鯖江市の全区間に亘って東約500 mに北陸新幹線鯖江橋立高架橋が並走し、起点の中野町、福井市境部にある吉谷町の集落を除いて間が農地であることから新幹線列車を眺望しやすく、鯖江・福井市境部は橋立山が迫る浅水川の右岸を通っている。この橋立山の中腹には鯖江市の地場産業である眼鏡枠製造をアピールする大看板が据えられている。
福井市の国道8号（福井バイパス）交点から終点までの約1.4 kmは、かつて国道8号現道（当時）と、福井市南端部から鯖江市中央部までが部分開通していた福井バイパスとの連絡線として国道8号に指定されていた区間でもあり、福井県道32号清水美山線の付け替えや福井県立音楽堂の南側を通る新設市道など、福井市南部における他の連絡路が充実した現在もこの付近で直線距離500　- 800 mほど離れている両路線の遷移に利用される路線のひとつとなっている。

### 路線データ
- 起点：福井県鯖江市中野町
- 終点：同県福井市浅水二日町

## 通過する自治体
- 福井県
  - 鯖江市
  - 福井市

## 道路状況
ほぼ全線片側一車線の確保された一般的な県道である。一部重複することを除けば特に走行に困るような個所もなく計算できる県道と呼べるだろう。ただし終点の交差点と国道8号との交差点は待ち時間が非常に長く、また交差点付近に福井鉄道福武線の踏み切りがあることから、頻繁に混雑が起きている。この2箇所さえ頭に入れておけば非常に有効な路線となる道路である。

## 接続路線
- 福井県道18号鯖江美山線（鯖江市中野町、起点）
- 福井県道208号徳光鯖江線（鯖江市橋立町 -＜重複＞- 福井市徳尾町）
- 国道8号（福井市末広町・末広交差点）
- 福井県道229号福井鯖江線（福井市浅水二日町・浅水二日町交差点、終点）

## 沿線周辺
- 北陸自動車道 北鯖江パーキングエリア - 一般道側から施設利用可。
- 福井県動物愛護センター
- 福井鉄道福武線 泰澄の里駅